# Боряна Дукова
Боряна Дукова е българска писателка и преводачка на художествена литература от испански език. Сред имената, които е превеждала се нареждат Исабел Алиенде, Лаура Ескивел, Артуро Перес-Реверте, Хорхе Луис Борхес. Преподавала е испански език в СУ „Св. Климент Охридски“ и НБУ. Сътрудничи на Испанския културен център „Институт Сервантес“.

## Биография и творчество
Завършва Испанска филология в Софийския университет. През 2012 г. излиза първият ѝ роман „Кървава малага“, през следващата „Опасна монета“, а през 2014 г. „Разкаянието на Диего“, трилъри с исторически загадки, в които вплита късчета от историята на България и Испания в съвременни сюжети с криминална нишка. Автор е на сборника с разкази „Сърцето не лъже“ и новели с едноименното заглавие „Новели“.
На фестивала на криминалния роман „Семана негра“, провеждащ се в испанския град Хихон, през 2014 г. представя българската криминална литература от последните двайсет години с беседа и статия на испански език „Престъпление по български“.
„Трилъри по женски“ (2016) е нейният сборник с разкази, в който се открояват майсторството на авторката в заплитане на интригата. В задъханите сюжети има нещо приключенско, познавателно и акцент върху женските образи.
Боряна Дукова преплита интереса към криминалното с погледа към историята и така се ражда романът „Извън редовете. Романът на Яна Язова“ (2019), реабилитиране на авторката Яна Язова, заличена от тоталитарната власт. Роман, с който си заслужава да се разходите в близкото минало и да се върнете с надежда към настоящето. „Топла, красива и човешка книга“ по думите на Здравка Евтимова, която поставя началото на поредицата романизирани биографии.
Втората романизирана биография „Лиза. Пътуване с Багряна“ (2021) разказва живота на голямата българска поетеса Елисавета Багряна, преминала през различни епохи и житейски обрати, за да оцелее в поезията.
Боряна Дукова е сред авторите, които превръщат думите в ноти.
Тя е съсценарист на филма „Блаженият“ (2020).
Член е на AIEР, Международната асоциация на писателите криминалисти, а през 2015 г. получава Първа награда за криминална книга „Атанас Мандаджиев“ за „Разкаянието на Диего“, която се присъжда от българската секция на AIEP. През 2018 г. името на Боряна Дукова се появява в гръцкото издание BalkaNoir – антология на балканския криминален разказ.

## Произведения

### Самостоятелни романи
- Кървава малага: полукриминална история (2012)
- Опасна монета: полукриминална история (2013)
- Разкаянието на Диего (2014), Първа награда за криминална книга „Атанас Мандаджиев“ за 2015 г.

### Биографични романи
- Извън редовете. Романът на Яна Язова (2019)
- Лиза. Пътуване с Багряна (2021)

### Сборници
- Сърцето не лъже (1999)
- Новели

### Разкази
- Къщата (2001)
- Мадридска спирка (2002)
- Обирът (2014)